# Řestoky
Řestoky település Csehországban, a Chrudimi járásban. Řestoky Rosice, Chrast, Honbice, Trojovice, Zaječice és Zájezdec településekkel határos. Lakosainak száma 470 fő (2024. január 1.).

## Népesség
A település lakosságának változását az alábbi diagram mutatja:
| Lakosok száma | 420  | 486  | 586  | 490  | 491  | 475  | 492  | 490  | 481  | 470  |
|               | 1869 | 1900 | 1921 | 1961 | 1980 | 2011 | 2016 | 2019 | 2021 | 2024 |